# Dieter Grahn
Dieter Grahn (n. 20 martie 1944, Sobótka, Landkreis of Breslau⁠(d), Polonia) este un canotor ce a reprezentat Republica Democrată Germană, medaliat olimpic. A participat la 2 ediții ale Jocurilor Olimpice (1968, 1972) în care a câștigat două medalii de aur.